# Metanotiol
El metanotiol o metilmercaptano es un compuesto orgánico volátil cuya fórmula molecular o empírica es CH4S, y su fórmula semidesarrollada es CH3SH. Pertenece a la familia de los tioles, siendo el más simple de esta.
El metanotiol es un gas incoloro con un olor desagradable que recuerda al de la col podrida. Es una sustancia que se encuentra en numerosos medios orgánicos, como la sangre, el cerebro, y otros tejidos animales y vegetales, así como en algunos alimentos fermentados, como por ejemplo, el queso. La fuente natural más importante de metanotiol es la descomposición bacteriana de los aminoácidos azufrados de las proteínas, como por ejemplo, la metionina, y tiene lugar en el intestino, por lo que se encuentra también en las heces. Es una de las sustancias químicas responsables del mal aliento y el mal olor de las flatulencias. Está clasificado como un tiol, con una acidez débil.

## Usos
El metanotiol se utiliza principalmente para producir metionina, que es utilizado como un componente alimenticio de las aves de corral y pienso. También se utiliza en la industria del plástico, y como un precursor en la fabricación de pesticidas. Sirve también como aditivo en los carburantes de los aviones de reacción. También es utilizado como producto para la descomposición de la madera en las trituradoras de pasta. El metanotiol se emplea para dar el olor característico del gas butano para detectar fugas.